# Сумовская, Антонина Ефимовна
Сумовская Антонина Ефимовна (14 марта 1922, Ахтуба, Калининский район, Саратовская область, РСФСР, СССР — 14 октября 2012, Саратов) — русский врач, акушер-гинеколог, доктор медицинских наук, профессор, заведующий кафедрой акушерства и гинекологии Саратовского Государственного медицинского университета (1973—1996), участник Великой Отечественной войны.

## Биография
В 1946 году окончила Саратовский медицинский институт.
С 1946 по 1949 годы работала старшим лаборантом кафедры акушерства и гинекологии педиатрического факультета. С 1949 по 1966 годы — ассистент той же кафедры. С 1967 по 1973 годы — доцент той же кафедры, а с 1973 по 1996 годы — заведующая кафедрой акушерства и гинекологии педиатрического факультета Саратовского медицинского института.
Православная, принимала активное участие в поддержке РПЦ медицинским сообществом.
Направления научной деятельности: изучена структура и функциональная роль маточно-плацентарного комплекса во время беременности и в родах.

## Награды и звания
Награждена медалями «За боевые заслуги», «За победу над Германией», «Г. К. Жуков», «За доблестный труд». В 2004 году награждена медалью «Лучшие люди России».